# 龍文康
龍文康（Loong Man-Hong，1972年—），香港全職獲獎編劇，作品遍及電視劇、電影及舞台劇。早年就讀東華三院伍若瑜夫人紀念中學，曾報考兩次香港中學會考。但因成績不理想而無法升讀中六。他不希望入讀工業學院。適逢十七歲的他留意到編劇訓練班招收學員，於是考進電視廣播有限公司當全職編劇。三年後投考香港演藝學院，再四年後演藝學院戲劇學院畢業，主修舞台編劇，2007年獲香港戲劇協會獎學金到台灣交流半年。修畢香港中文大學文化研究碩士課程。現為全職編審及編劇之餘，亦分別於香港浸會大學國際學院，以及香港演藝學院電影電視學院擔任客席導師，積極從事編劇方面的教育工作。
龍文康憑舞台劇《浮沙》奪得2009年台北文學獎推薦獎，在第23至25屆香港舞台劇獎中，憑作品《維港乾了》得到第25屆最佳劇本，而《大龍鳳》及《過户陰陽眼》分別得到第23屆及第24屆最佳劇本提名。短劇本《躲雨》被選為2008年新加坡Short + Sweet Festival演出作品之一。除擔任舞台劇編劇外，亦參與過電影編劇，包括《青苔》、《門徒》及《野·良犬》等等，而當中聯合編劇的電影《樹大招風》獲得第53屆金馬獎最佳原著劇本。電影《門徒》，亦曾獲得第27屆香港電影金像獎最佳編劇提名。龍文康曾為now.com.hk編寫網上連載小說《十七歲的大時代》、《不想回家》。
2018年，與陳詠燊的訪談中透露，自己曾試過靠信用卡度日，亦表示電影劇本只是一個藍本，不可以期盼別人會一字一句照足你寫的去拍。

## 編審及編劇列表

### 电影
- 垂死一眼 (1999)
- 好心相愛 (2002，聯合編劇)
- 情迷個半月 (2002，聯合編劇)
- 煎釀叄寶 (2004，聯合編劇)
- 門徒 (2007，聯合編劇)
- 野·良犬 (2007，聯合編劇)
- 青苔 (2008，聯合編劇)
- 樹大招風 (2016，聯合編劇)

### 舞台劇
- 《博到單車變摩托@真的散Band了》 (2008 朱凌凌創作）
- 《神秘場與潛水中》(2009 劇場裡的臥虎與藏龍計劃III)
- 《潛水中》 (國語版2009 台灣莫比斯圓環創作公社 ,粵語版2012 香港話劇團)
- 《一個人的拉斯維加斯》 (2010 牛棚劇場)
- 《臨記作大戰》 (2011 壹團和戲)
- 《大失戀》 (2012 一路青空)
- 《大龍鳳》 (2013,2015，2016 中英劇團)
- 《浮沙》 (2014 澳門戲劇農莊)
- 《手捉手》 (2014 一條褲製作)
- 《維港乾了》（2015 香港話劇團）
- 《騷眉勿擾》 (2016 Kearen Pang Production)
- 《香港家族三部曲》第一部曲 - [香港太空人] (2017 香港藝術節)
- 《香港家族三部曲》第二部曲 - [留住香港] (2017 香港藝術節)
- 《香港家族三部曲》第三部曲 - [香港人太空] (2017 香港藝術節)
- 《夕陽戰士》 (2018 神戲劇場)
- 《過户陰陽眼》 (2018，2014 中英劇團)
- 《九江》(2019 香港藝術節)
- 《大偽術爸》 (2020 中英劇團)
- 《一個舞台上不能接受的吻》 (2022 試當真)

### 電視劇

#### 電視劇（無綫電視）
- 1992年：《大時代》聯合編劇,TVB
- 2011年：《你們我們他們》聯合編劇, TVB
- 2013年：《老表，你好嘢》編審+聯合編劇, TVB
- 2014年：《老表，你好Hea！》與馬焱 聯合編審,TVB
- 2017年：《老表，畢業喇！》 編審, TVB
- 2019年：《牛下女高音》 編審+聯合編劇, TVB
- 2022年：《輕·功》 編審+編劇,TVB

#### 電視劇（香港電台）
- 2018年：《那些年 那些歌 II － 軟硬篇 : 鈴通天地綫》與因夏聯合編劇

#### 電視劇（ViuTV）
- 2025年：《翻盤下半場》 編審

## 書籍
- 《一號排練室 (第一幕)》- 龍文康、 伍潔茵聯著 香港演藝學院校友會委約同窗文化工房出版, 2012 (ISBN 9789881901958)
- 《一號排練室 (第二幕)》- 龍文康、 伍潔茵聯著 香港演藝學院校友會委約同窗文化工房出版, 2012 (ISBN 9789881901965)
- 《香港家族三部曲》第一部曲 - 香港太空人 香港藝術節協會有限公司出版, 2017 (ISBN 9789881605702)
- 《香港家族三部曲》第二部曲 - 留住香港 香港藝術節協會有限公司出版, 2017 (ISBN 9789881605719)
- 《香港家族三部曲》第三部曲 - 香港人太空 香港藝術節協會有限公司出版, 2017 (ISBN 9789881605726)
- 《九江》 香港藝術節協會有限公司出版, 2019 (ISBN 9789881605771)

## 演出
- 舞台劇《我要食老本》 (2011 有骨戲)
- 電影《逆流大叔》客串證婚人一角

## 奬項紀錄

### 舞台劇獎項
| 獎項名稱           | 獎項     | 作品名稱       | 結果 |
| ------------------ | -------- | -------------- | ---- |
| 2009年台北文學獎   | 推薦獎   | 《浮沙》       | 獲獎 |
| 第23屆香港舞台劇獎 | 最佳劇本 | 《大龍鳳》     | 提名 |
| 第24屆香港舞台劇獎 | 最佳劇本 | 《過户陰陽眼》 | 提名 |
| 第25屆香港舞台劇獎 | 最佳劇本 | 《維港乾了》   | 獲獎 |

### 電影獎項
| 獎項名稱             | 獎項         | 作品名稱     | 結果 |
| -------------------- | ------------ | ------------ | ---- |
| 第27屆香港電影金像獎 | 最佳編劇     | 《門徒》     | 提名 |
| 第53屆金馬獎         | 最佳原著劇本 | 《樹大招風》 | 獲獎 |
| 第36屆香港電影金像獎 | 最佳編劇     | 《樹大招風》 | 獲獎 |

## 外部連結
- 【潛水人】鬼才編劇_龍文康 - - 無名小站
- 學做編劇 首要觀人和事於微[永久]
- 龍文康的新浪微博
- YouTube上的《臨記作大戰》編劇訪問-龍文康
- 龍文康 全民大失戀@頭條日報 （页面存档备份，存于）
- 龍文康在互联网电影资料库（IMDb）上的資料（英文）（英文）
- 龍文康在香港影庫上的簡介
- 龍文康在时光网上的簡介（简体中文）